# Radio 3i
Radio 3i è un'emittente radiofonica privata della Svizzera italiana diffusa in tutto il Canton Ticino e in alcuni territori italiani di confine (province Como e Varese).

## Storia
Le trasmissioni sono state inaugurate il 21 marzo del 1987 dagli studi di Mendrisio per iniziativa dell'imprenditore Bruno Baumgartner, dopo circa sei mesi di prove tecniche di trasmissione. La sigla "3i" indica il concetto della programmazione radiofonica che mira all'informazione, all'intrattenimento e all'integrazione dell'ascoltatore nei propri programmi.
Dal 2007 fa parte del gruppo di TeleTicino, una emittente televisiva privata. In quell'anno gli studi sono stati trasferiti a Melide e la direzione affidata a Marco Bazzi. Con il cambio di proprietà la radio ha acquisito una nuova struttura dirigenziale ed ha assunto nuovi collaboratori, allargando il proprio palinsesto. Dal 2012 la radio fa capo al gruppo editoriale svizzero mediaTI, trasformatosi successivamente in Gruppo Corriere del Ticino .
Nel 2009 è stata eletta tra "le migliori radio svizzere pubbliche e private dell'anno 2009" in occasione del Swiss Radio Day, grazie all'aumento di ascoltatori nel periodo 2001-2009.
Radio3i, in base ai dati forniti da Mediapulse-Publicadata per il primo semestre del 2014, raggiunge 50.000 contatti giornalieri nella zona di diffusione (Sottoceneri e negli agglomerati di Bellinzona e Locarno) e un ottimo riscontro nella fascia di confine, mentre via Internet la quota si attesta a circa 500 contatti in streaming quotidiani.
A partire dal 5 settembre 2011, l'emittente ha cambiato format radiofonico, focalizzandosi sul concetto di "Adult Contemporary Radio", con una maggiore attenzione alla fascia di maggiore età della popolazione.
Dal mese di maggio 2013 Matteo Pelli passa dalla RSI alla direzione di Radio3i, prendendo il posto lasciato vacante dal giornalista Marco Bazzi. Da settembre 2013 è in onda quotidianamente con il programma "Pane Tostato" tra le 7.30 e le 9.00.
In base ai dati ufficiali pubblicati da Mediapulse, nel periodo luglio-dicembre la quota di mercato è passata dal 9.5% dello stesso periodo del 2014 al 9.7% del 2015. Ancor più netto il progresso su base annuale: Radio3i è passata da una quota di mercato dell'8.8%, relativa a tutto il 2014, al 9.5% del 2015. Giornalmente Radio3i è seguita da 63.000 persone.
Dal 10 al 14 febbraio 2018 Radio 3i entra a far parte del Guinness dei primati per la trasmissione radiofonica più lunga del mondo, cioè i Blues Brothers condotta da Michael Casanova e Maxi B.

## Trasmissione
Le trasmissioni della radio sono irradiate in stereofonia via etere da due trasmettitori nel Sottoceneri e da uno nel Sopraceneri. La radio è inoltre diffusa in tutto il Cantone dalla rete via cavo Cablecom e nei comuni di Chiasso e Novazzano da Video Cavo oltre che dalla rete Swisscom TV. Nel 2017 sono state attivate delle frequenze DAB in grado di coprire tutto il Canton Ticino.

## Conduttori
- Riccardo Pellegrini
- Boris Piffaretti
- Patrizia Speroni
- Grant Benson
- Valerio Ventura
- Lolly Camèn
- Danny Morandi
- Maxi B (Blues Brothers)
- Michael Casanova (Blues Brothers)
- Luca Ventura
- Chiara Beltraminelli
- Riccardo Vassalli
- Federica Volo

## Giornalisti
- Sacha Dalcol (direttore)
- Ruben Bassi (vice-direttore)
- Laura Zucchetti (caporedattrice)
- Matteo Bellini
- Alessandro Cocca
- Gianluca Albisetti
- Barbara Venneri

## Voce ufficiale
- Maurizio Modica (fino al 2014)